# Un día nuevo
Un día nuevo es el quinto álbum de estudio del grupo peruano Libido. Un día nuevo fue lanzado el 16 de julio de 2009, en una ceremonia, celebrando el lanzamiento del nuevo álbum.

## Grabación
En 2008, se inicia la elaboración del disco en colaboración con el ingeniero de sonido Rafael De La Lama. Tweety González en la preproducción y Duane Baron en la producción y posterior grabación en Los Ángeles.
El material se empezó a mezclar en Londres en el estudio Sarm, se continuó en Lima y finalmente fue el reconocido Andrew Scheps en los Ángeles quien terminó con el trabajo.

## Lista de canciones
| Original track listing |                            |                            |                  |  |
| N.º                    | Título                     | Escritor(es)               | Duración         |  |
| 1.                     | «Enloquece»                | Toño Jáuregui / Salim Vera | 2:35             |  |
| 2.                     | «Un día nuevo»             | Salim Vera                 | 3:39             |  |
| 3.                     | «Nadie sabe lo que vendrá» | Toño Jáuregui              | 3:13             |  |
| 4.                     | «Malvada»                  | Toño Jáuregui              | 3:04             |  |
| 5.                     | «Sentir que hoy»           | Manolo Hidalgo             | 3:38             |  |
| 6.                     | «Mundo Perfecto»           | Manolo Hidalgo             | 2:42             |  |
| 7.                     | «Octubre»                  | Manolo Hidalgo             | 3:44             |  |
| 8.                     | «Something»                | Toño Jáuregui              | 2:44             |  |
| 9.                     | «Disparar»                 | Toño Jáuregui              | 2:43             |  |
| 10.                    | «Mi mente explota»         | Manolo Hidalgo             | 3:42             |  |
| 11.                    | «Cielo apunta abajo»       | Ivan Mindreau              | 3:56             |  |
| 12.                    | «Hablar no es necesario»   | Toño Jáuregui              | 2:17             |  |
| 13.                    | «Amor anestesiado»         | Ivan Mindreau              | 4:55 BONUS TRACK |  |
| 14.                    | «Cuelgo El Teléfono»       | Toño Jáuregui              | 3:25             |  |

## Integrantes
- Salim Vera - Voz
- Toño Jáuregui - Bajo y coros
- Manolo Hidalgo - Primera guitarra
- Iván Mindreau  - Batería

## Créditos
- Productor - Duane Baron y Libido
- Grabación - Duane Baron
- Mezclado - Andrew Scheps , Libido y Rafo de La Lama
- Arreglos y preproducción - Libido , Rafael de La Lama y Tweety González
- Materizado - Stephen Marcussen
- Teclados y piano - Ely Rise